# 비밀첩보원 (1943년 영화)
비밀첩보원(Undercover)은 영국에서 제작된 세르게이 놀반도브 감독의 1943년 드라마, 전쟁 영화이다. 존 클레멘츠 등이 주연으로 출연하였다.

## 출연
- 존 클레멘츠